# جو فاولر
جو فاولر (بالإنجليزية: Joe Fuller)‏ هو لاعب كرة قدم أمريكية ولاعب كرة القدم الكندية أمريكي، ولد في 25 سبتمبر 1964 في Milligan, Florida ‏ في الولايات المتحدة.

## وصلات خارجية
- جو فاولر على موقع مرجع كرة القدم المحترفة.كوم (الإنجليزية)